# 川原一馬
川原 一馬（かわはら かずま、1990年12月26日 - ）は、日本の俳優であり、C.I.A.の元メンバーである。
静岡県出身。キューブ所属。KRIST代表。身長174cm。血液型はO型。

## 人物
小学2年生のときに映画『ミッション:インポッシブル』を観て俳優に憧れ、静岡のミュージカルスタジオ「リトルステップファクトリー」でダンス・歌・演技のレッスンを受ける。静岡県内の仕事から始め、子役としてテレビドラマ・CMなどで活動した。2001年に放送されたドラマ・ガッコの先生では、野村裕太役でレギュラー出演。
趣味はピアノ、特技はタップダンス。目標としている俳優は真田広之。
ユニット「Carpe diem」を結成し、DJとしての活動も行っている。

## 出演

### テレビドラマ

#### 2000 - 2009年
2000年
- バーチャルガール 第2話（2000年1月、 日本テレビ）
- 20歳の結婚 第6話（2000年8月、TBS） - 一柳弦 役

2001年
- 北条時宗（2001年1月 - 12月、NHK） - 福寿丸（北条宗政） 役
- ガッコの先生（2001年10月 - 12月、TBS） - 野村裕太 役

2004年
- えなりかずきの一休さん（2004年1月、フジテレビ） - 藤堂純一 役
- ワンダフルライフ（2004年4月 - 6月、フジテレビ） - 望月雅人 役
- マザー&ラヴァー 第4話（2004年10月、フジテレビ）

2005年
- ボイスレコーダー〜残された声の記録〜ジャンボ機墜落20年目の真実（2005年8月、TBS） - 高濱雅己機長の長男 役

2006年
- ブスの瞳に恋してる 第3話（2006年4月、フジテレビ） - 健二 役

2008年
- バッテリー（2008年4月 - 6月、NHK） - 瑞垣俊二 役

2009年
- Q.E.D. 証明終了 第3話（2009年1月、NHK） - カズヤ 役
- 仮面ライダーディケイド 第8話・9話（2009年3月、テレビ朝日） - 黒葉ムツキ 役
- イケ麺そば屋探偵〜いいんだぜ!〜（2009年4月 - 6月、日本テレビ） - ユウジ 役
- イケ麺新そば屋探偵〜いいんだぜ!〜（2009年7月 - 9月、日本テレビ） - カズマ（イケ麺No.004） 役

#### 2011年 - 2020年
2011年
- ハジメノイッポ（2011年3月、テレビ大阪） - 主演・アサヒ 役
- おくさまは18歳（2011年3月 - 12月、フジテレビTWO） - 渋井五郎 役
- 花ざかりの君たちへ〜イケメン☆パラダイス〜2011（2011年7月 - 9月、フジテレビ） - 平城山左近 役

2012年
- 仮面ライダーフォーゼ 第31話・32話（2012年4月、テレビ朝日） - 山田竜守 役

2013年
- 押忍!!ふんどし部!（2013年4月 - 7月、テレビ神奈川 ほか） - 及川幸雄 役

2014年
- 押忍!!ふんどし部! シーズン2 〜南海怒濤篇〜（2014年1月 - 3月、テレビ神奈川 ほか） - 及川幸雄 役
- 隠蔽捜査 第10話・11話（2014年3月、TBS） - 倉持雅史 役

2015年
- 怪奇恋愛作戦 第1話（2015年1月、テレビ東京） - 森下 役
- ドS刑事 第1話（2015年4月、日本テレビ） - 前原雄一 役

2016年
- 科捜研の女 第15シリーズ 第11話（2016年2月、テレビ朝日） - 三嶋悠馬 役
- 初恋芸人（2016年3月 - 4月、NHK BSプレミアム） - 白川 役
- 受験のシンデレラ（2016年7月 - 8月、NHK BSプレミアム） - 村井和也 役

2019年
- ラッパーに噛まれたらラッパーになるドラマ 後編（2019年7月、テレビ朝日） - DJゾンビ 役

2020年
- 必殺仕事人2020（2020年6月、朝日放送テレビ） - 川辺源蔵 役
- 刑事7人 シーズン6 第6話（2020年9月、テレビ朝日） - 井鳥一馬 役

#### 2022年 -
2022年
- 管理官キング（2022年1月、テレビ朝日）

### 映画
- 行け!男子高校演劇部（2011年、ショウゲート） - 田村誠史郎 役
- ひみつのアッコちゃん（2012年、松竹） - 朱美の彼氏 役

### 舞台

#### 2005年 - 2010年
2005年
- GOD SPELL（2005年9月 - 10月、東京芸術劇場 中ホール）

2006年
- ミュージカル テニスの王子様 - 葵剣太郎 役
  - Advancement Match 六角 feat. 氷帝学園（2006年8月、日本青年館 大ホール 他）
  - Absolute King 立海 feat. 六角 First Service（2006年12月 - 2007年1月、日本青年館 大ホール 他）

2007年
- ミュージカル テニスの王子様 - 葵剣太郎 役
  - Dream Live 4th（2007年3月、パシフィコ横浜 国立大ホール）
  - Dream Live 4th Extra（2007年5月、梅田芸術劇場 シアター・ドラマシティ）
- Witch the Musical（2007年5月・7月、静岡市民文化会館 中ホール） - ロヴィ 役
- ミュージカル テニスの王子様（2007年） - 葵剣太郎 役
  - Absolute King 立海 feat. 六角 Second Service（2007年8月 - 9月、日本青年館 大ホール 他）

2008年
- ミュージカル テニスの王子様 - 葵剣太郎 役
  - Dream Live 5th（2008年5月、横浜アリーナ 他）

2009年
- MISSING BOYs 〜僕が僕であるために〜（2009年4月 - 5月、赤坂ACTシアター） - アキヤマミツル 役
- Love Musical（2009年9月、赤坂RED/THEATER） - 菊島剣太郎 役

2010年
- MATERIAL（2010年2月 - 3月、天王洲 銀河劇場 他） - 由貴哉 役
- －初恋（2010年6月 - 7月、三鷹市芸術文化センター 星のホール） - 久野泰夫 役
- cube neXt「押忍!!ふんどし部!」 - 及川幸雄 役
  - cube neXt「押忍!!ふんどし部!」（2010年11月、山野ホール）

#### 2012年 - 2015年
2012年
- cube neXt「押忍!!ふんどし部!」 - 及川幸雄 役
  - cube neXt「押忍!!ふんどし部!」 再演（2012年1月、CBGKシブゲキ!!）
- 黒蜥蜴（2012年6月、明治座） - 平田 役
- ミュージカル 走れメロス（2012年9月、Bunkamuraオーチャードホール 他） - 坂口安吾 役

2013年
- cube neXt「押忍!!ふんどし部!」 - 及川幸雄 役
  - cube neXt「押忍!!ふんどし部!」 再々演（2013年2月、CBGKシブゲキ!!）
- 合唱ブラボー! 〜ブラボー大作戦〜（2013年6月、CBGKシブゲキ!!） - 主演・黒田春樹 役
- cube neXt「押忍!!ふんどし部!」 - 及川幸雄 役
  - cube neXt「続!! 押忍!!ふんどし部!」（2013年9月、CBGKシブゲキ!!）

2014年
- ジョンソン＆ジャクソン 窓に映るエレジー（2014年7月 - 8月、CBGKシブゲキ!!）
- Office ENDLESS produce vol.14「RUSTRAIN FISH」（2014年9月、CBGKシブゲキ!!） - 訪問者8 役
- BEST OF OFF BROADWAY MUSICAL「ALTARBOYZ」 - LUKE 役
  - BEST OF OFF BROADWAY MUSICAL「ALTAR BOYZ」（2014年11月、新宿FACE）

2015年
- 朗読劇「しっぽのなかまたち4」（2015年8月、全労済ホール スペース・ゼロ） - 夢想志朗、ハチ（犬） 役
- ハイパープロジェクション演劇「ハイキュー!!」 - 縁下力 役[12]
  - ハイパープロジェクション演劇「ハイキュー!!」（2015年11月 - 12月、AiiA 2.5 Theater Tokyo 他）[13][14]

#### 2016年 - 2020年
2016年
- ハイパープロジェクション演劇「ハイキュー!!」 - 縁下力 役[12]
  - ハイパープロジェクション演劇「ハイキュー!!」 "頂の景色"（2016年4月 - 5月、AiiA 2.5 Theater Tokyo 他）[15][16]
- Honganji〜リターンズ〜（2016年8月、明治座） - 啄木鳥 役
- ハイパープロジェクション演劇「ハイキュー!!」 - 縁下力 役[12]
  - ハイパープロジェクション演劇「ハイキュー!!」 "烏野、復活！"（2016年10月 - 12月、AiiA 2.5 Theater Tokyo 他）[17][18]

2017年
- ハイパープロジェクション演劇「ハイキュー!!」 - 縁下力 役[12]
  - ハイパープロジェクション演劇「ハイキュー!!」 "勝者と敗者"（2017年3月 - 5月、TOKYO DOME CITY HALL 他）[19][20]
- Amazing Performance W3（2017年7月・11月 - 12月・2018年2月 - 3月、表参道 DDD青山クロスシアター） - プッコ 役
- ハイパープロジェクション演劇「ハイキュー!!」 - 縁下力 役[12]
  - ハイパープロジェクション演劇「ハイキュー!!」 "進化の夏"（2017年9月 - 10月、TOKYO DOME CITY HALL 他）[21][22]

2018年
- ハイパープロジェクション演劇「ハイキュー!!」 - 縁下力 役[12]
  - ハイパープロジェクション演劇「ハイキュー!!」 "はじまりの巨人"（2018年4月 - 6月、日本青年館ホール 他）[23][24]
- 舞台「宝塚BOYS」（2018年8月 - 9月、東京芸術劇場 プレイハウス 他） - 竹田幹夫 役
- ハイパープロジェクション演劇「ハイキュー!!」 - 縁下力 役[12]
  - ハイパープロジェクション演劇「ハイキュー!!」 "最強の場所"（2018年10月 - 12月、TOKYO DOME CITY HALL 他）[25][26]

2019年
- ミュージカル「イヴ・サンローラン」（2019年2月 - 3月、よみうり大手町ホール 他） - クリスチャン・ディオール 役
- BEST OF OFF BROADWAY MUSICAL「ALTARBOYZ」 - LUKE 役
  - 10th ANNIVERSARY BEST OF OFF BROADWAY MUSICAL「ALTAR BOYZ 2019」（2019年3月 - 4月、新宿FACE）
- ミュージカル「オリヴァー・ツイスト」（2019年7月、東京芸術劇場 プレイハウス 他） - ビル・サイクス 役
- 舞台「絢爛とか爛漫とか」（2019年8月 - 9月、表参道 DDD青山クロスシアター） - 加藤常吉 役
- A NEW MUSICAL「In This House〜最後の夜、最後の朝〜」（2019年11月、六行会ホール 他） - ジョニー 役

2020年
- イマーシブシアター「サクラヒメ」〜「桜姫東文章」より〜（2020年1月 - 2月、京都四條南座） - 陰陽師 役
- ミュージカル座5月公演「アイ・ハヴ・ア・ドリーム」（2020年5月、六行会ホール） - トム 役 - 上演延期
- ぐりむの法則 えのもとぐりむ朗読劇 三部作「コインランドリーカタルシス」（2020年6月 - 7月、赤坂RED/THEATER） - 僕 役
- ぐりむの法則 オムニバス二人芝居「さよならディスタンス」『ひまつぶれるオペ』（2020年7月、赤坂RED/THEATER） - 執刀医 役
- 朗読劇「雨恋ミント inspired by wacci “足りない”」（2020年12月、下北沢ザ・スズナリ） - あなた 役

#### 2021年 -
2021年
- 舞台「春、揺らぐ、勿忘草」（2021年1月、下北沢 Geki地下Liberty） - 上演延期
- オフィス上の空プロデュース キ上の空論 #14「PINKの川でぬるい息」（2021年2月、シアターサンモール） - 真壁 役
- BEST OF OFF BROADWAY MUSICAL「ALTARBOYZ」 - LUKE 役
  - Award-Winning Best Off-Broadway Musical「ALTAR BOYZ」（2021年4月、新宿FACE）
- ミュージカル「From Broadway with Love~ブロードウェイより愛を込めて~」（2021年6月、CBGKシブゲキ!!） - ジャック 役
- ミュージカル「ジェイミー」（2021年8月 - 9月、東京建物 Brillia HALL 他） - サイード 役
- 令和千本桜～義経と弁慶／コロッケものまねオンステージ2021 第一部 令和千本桜 義経と弁慶（2021年10月、明治座） - 源頼朝 役
- SHOW ACT☆PARADISE THEATER『夜想曲 ノクターン』（2021年12月、博品館劇場） - アクア 役

2022年
- J'S STUDIO PRODUCE 「To a new tomorrow」（2022年2月、ラドンナ原宿） - 風間孝 役
- ミュージカル『遠ざかるネバーランド』（2022年3月、俳優座劇場 他） - ジェイムズ・フック 役
- ミュージカル『シンデレラストーリー』（2022年9月-10月、日本青年館ホール 他） - ミスターマウチュ 役
- 朗読劇『再生』（2022年10月、ミュージカルカンパニー イッツフォーリーズ稽古場Aスタジオ） - 浜地泰助 役
- ミュージカル「りんご」（2022年11月-12月、自由劇場） - ジョニーアップルシード 役

2023年
- ミュージカル『憂国のモリアーティ』Op.4 -犯人は二人-（2023年1月-2月、天王洲 銀河劇場 他） - アダム・ホワイトリー 役
- THE CONVOY SHOW vol.42「コンボ・イ・ランド」（2023年6月、東京建物 Brillia HALL）
- BEST OF OFF BROADWAY MUSICAL「ALTARBOYZ」 - LUKE 役
  - 「ALTAR BOYZ 2023」（2023年8月、新宿FACE）

2024年
- ミュージカル「MONTAGE～13年の夢～」（2024年2月、六行会ホール） - 風間東彦 役
- 舞台「サイボーグ009」 - 007／グレート・ブリテン 役
  - 舞台「サイボーグ009」（2024年5月、日本青年館ホール）
- THE CONVOY SHOW vol.43「ONE DAY 〜Last Run! Run!! Run!!!」（2024年7月-8月、恵比寿 ザ・ガーデンホール 他）
- Blue Spark Show～ALTAR BOYZ Team Sparkがダンス＆ボーカル＆アクトで織りなす煌めきの夢GALAXY！！～（2024年9月、博品館劇場） - クール 役

2025年
- THE CONVOY 祭 2025（2025年8月-9月、品川プリンスホテル ステラボール 他）（予定）
- 舞台「サイボーグ009」 - 007／グレート・ブリテン 役
  - 舞台「サイボーグ009 -13番目の追跡者-」（2025年11月、品川プリンスホテル ステラボール）（予定）[27]
- BEST OF OFF BROADWAY MUSICAL「ALTARBOYZ」 - LUKE 役
  - 「ALTAR BOYZ 2025」（2025年12月）（予定）[28]

2026年
- KRISTオリジナル舞台作品（2026年2月）（予定）[29]

### ネットムービー
- ネット版 仮面ライダーフォーゼ みんなで授業キターッ!（2012年、東映） - 山田竜守 役
- キ上の空論 ワンショットドラマ「うちの鼠は沈む船を見捨てぬ。」（2020年、vimeo） - ヤマジ 役
- YouTube背神ドラマ「ネット怪談×百物語」シーズン4 （2020年、YouTube） - いろはママ 役

### ラジオドラマ
- NHK FMシアター 青春アドベンチャー「ウブヒメ」（2022年2月 - 3月、NHK-FM） - 巳之助 役

### CM
- 富士通
- 静岡トヨペット「イプサム」
- ユニー
- 任天堂「ドンキーコンガ」（2003年 - 2004年）
- モスバーガー「カレーチキンバーガー」（2007年）
- クラシエ薬品「カンポウ専科 かぜ薬シリーズ」（2008年）

### PV
- 高田梢枝「秘密基地」（2005年）

### 書誌
- 石田衣良「余命1年のスタリオン」（2015年、文春文庫）ISBN 978-4-16-790481-4 - 表紙

## 作品

### 写真集
- BLESS YOU（2007年11月5日、遊タイム出版）ISBN 978-4860102449